# 정산 (축구 선수)
정산(鄭山, 1989년 2월 10일 ~ )는 대한민국의 축구 선수로 포지션은 골키퍼이며 현재 K리그1 대전 하나 시티즌 소속이다.

## 클럽 경력
정산은 경희대학교를 재학중인 2008년 11월 18일에 우선지명 선수 16명 중의 하나로 지명되어 강원 FC에 입단하였으나 부상으로 인하여 한 경기도 출전하지 못하고 2군 경기에만 출전하였다.
2011년 성남 FC로 이적하였고, 2012년에는 주전 골키퍼였던 하강진을 대신하여 20경기에 출전, 24실점을 기록하였다. 하지만, 2013 시즌에는 무릎 부상으로 한 경기도 뛰지 못했다. 2015 시즌 중에는 청춘 FC와의 친선 경기에 출전하기도 하였다.
2016 시즌을 앞두고, 울산 현대로 이적하였다. 정산은 6월 22일에 있었던 광주와의 FA컵 경기에 4년 만에 선발 출전하여 1-0 승리와 8강 진출을 견인하였고, 인천과의 FA컵 경기에도 출전하여 4-1 대승을 이끌어 준결승 진출을 이끌어냈다. 7월 16일에 열린 광주와의 홈 경기에는 김용대가 무릎 부상으로 결장하자 그를 대신하여 출전하여 선방쇼를 펼쳤고, 팀의 3-2 승리를 이끌었다.
그 후, 2017년 1월 3일에 조수혁과 현금 트레이드로 통해 인천 유나이티드로 이적하였다.
2022 시즌을 앞두고 대전 하나 시티즌으로 이적하였다.

## 국가대표팀 경력
정산은 20세 이하 대표팀에 선발되어 3경기에 출장한 기록을 가지고 있다.

## 수상

### 팀
경희대학교
- 전국체육대회 대학부 준우승 1회 (2007)
- 전국체육대회 대학부 우승 1회 (2008)
- 전국춘계1,2학년대학축구대회 우승 1회 (2008)
- U-리그 우승 1회 (2008)

### 개인
- 전국춘계1,2학년대학축구대회 GK상 1회 (2008)